# Eleccions parlamentàries finlandeses de 2007
Les eleccions parlamentàries finlandeses del 2007 es van celebrar el 18 de març de 2007 a Finlàndia. El partit més votat fou el Partit de Centre, i el seu cap Matti Vanhanen fou nomenat primer ministre de Finlàndia en un govern de coalició amb el Partit Popular Suec i la Lliga Verda. La participació fou una de les més baixes de la història de Finlàndia.

Resum dels resultats electorals de 18 de març de 2007 a l'Eduskunta
| Partits | Partits                             | Vots      | %     | Escons | +/- |
| ------- | ----------------------------------- | --------- | ----- | ------ | --- |
|         | Partit del Centre                   | 640.428   | 23,1  | 51     | -4  |
|         | Partit de la Coalició Nacional      | 616.841   | 22,3  | 50     | +10 |
|         | Partit Socialdemòcrata de Finlàndia | 594.194   | 21,4  | 45     | -8  |
|         | Aliança d'Esquerra                  | 244.296   | 8,8   | 17     | -2  |
|         | Lliga Verda                         | 234.429   | 8,5   | 15     | +1  |
|         | Demòcrata-Cristians                 | 134.790   | 4,9   | 7      | =   |
|         | Partit Popular Suec                 | 126.520   | 4,6   | 9      | +1  |
|         | Veritables Finlandesos              | 112.256   | 4,1   | 5      | +2  |
|         | Partit Comunista de Finlàndia       | 18.277    | 0,7   | -      |     |
|         | Representants de les Illes Aland    |           |       | 1      |     |
|         | Total (participació 67,9%)          | 2.772.799 | 100,0 | 200    |     |